# Justus-Liebig-Denkmal (Darmstadt)
Das Justus-Liebig-Denkmal (auch: Liebig-Denkmal) ist ein Denkmal in Darmstadt.

## Geschichte und Beschreibung
Das Justus-Liebig-Denkmal wurde im Jahre 1913 auf dem Luisenplatz vor der Merckschen Engel-Apotheke aufgestellt.
Das hessische Kulturdenkmal wurde von Heinrich Jobst aus Naturstein gehauen.
Auf einem hohen Sockel sitzt eine weibliche Statue, die die Idealfigur der Wissenschaft darstellt. In der rechten Hand hält sie eine Kugel, auf der ursprünglich eine kleine weibliche Figur mit acht Brüsten stand, die im Jahre 1992 rekonstruiert wurde.
Ein Kopfrelief des in Darmstadt geborenen Chemikers Justus von Liebig befindet sich auf der Vorderseite des Sockels.
Auf den beiden Seiten des Sockels befinden sich Reliefs mit Darstellungen aus dessen wissenschaftlichem Leben.